# (9863) Reichardt
(9863) Reichardt est un astéroïde de la ceinture principale.

## Description
(9863) Reichardt est un astéroïde de la ceinture principale. Il fut découvert le 13 septembre 1991 à Tautenburg par Freimut Börngen et Lutz Dieter Schmadel. Il présente une orbite caractérisée par un demi-grand axe de 2,24 UA, une excentricité de 0,12 et une inclinaison de 3,4° par rapport à l'écliptique.

## Compléments